# Gunnel Högholm
Gunnel Maria Högholm, född 4 september 1926 i Pedersöre, är en finlandssvensk författare.
Högholm, som är dotter till bonden Vilhelm Kass och Anna Erikson, studerade i unga år vid folkhögskola. Hon började skriva först i 40-årsåldern och har deltagit i skrivarseminarier i Finland och Sverige. Hon var medlem av den 1978 bildade feministiska Kvinnoskribentgruppen i Österbotten. Hon ingick 1947 äktenskap med snickaren Gustav Högholm, men är numera änka.